# Star Wars: Darth Vader
Star Wars: Darth Vader es una serie de historietas editada originalmente en Estados Unidos por Marvel Comics en veinticinco cuadernillos escritos en inglés y publicada entre el 11 de febrero de 2015 y el 12 de octubre de 2016. El autor del guion es el británico Kieron Gillen, el autor principal de los dibujos es el artista español Salvador Larroca, el color es principalmente obra del mexicano Edgar Delgado y cuenta con portadas del estadounidense de origen bosnio Ari Granov, de Larroca, Delgado y otros artistas.
Los hechos narrados se sitúan inmediatamente después de los vistos en el filme Star Wars: Episodio IV - Una nueva esperanza y están protagonizados por Darth Vader. El relato está contado desde el punto de vista del Imperio, a diferencia de la serie principal de historietas, titulada Star Wars, que está narrada desde el punto de vista de la Alianza Rebelde. Introdujo como personajes secundarios a la doctora Aphra y a sus droides asesinos Triple Cero y BT-1, cuyo éxito posibilitó que posteriormente disfrutaran de su propia serie de historietas.
En español ha sido publicada por Planeta Cómics, la división de Editorial Planeta dedicada a este arte. Posteriormente se recopiló la obra en cuatro tomos de tapa dura, además del titulado Vader derribado, que es un cruce con la serie Star Wars. Finalmente, toda la obra fue incluida en un solo tomo de gran tamaño.

## Lanzamiento
En 2012 The Walt Disney Company compró Lucasfilm y, con ella, los derechos sobre todo el conglomerado de Star Wars. Pronto comenzó a preparar la filmación de una nueva trilogía de películas, la primera de las cuales —El despertar de la Fuerza— se estrenaría a finales de 2015. Para preparar al público para la recepción de las nuevas películas decidieron lanzar una nueva línea de historietas ambientadas en el universo de Star Wars. Puesto que Disney había adquirido Marvel Entertainment en 2010, decidió que los nuevos cómics serían publicados por Marvel Comics. Se proyectó una serie principal denominada Star Wars, que narraría las aventuras de Luke Skywalker, Leia Organa y Han Solo tras los hechos narrados en Una nueva esperanza. Junto a ella, se pensó en abrir varias series menores dedicadas a otros personajes. Una de ellas debería estar dedicada a Darth Vader.

## Guion
Para escribir la historia Marvel Comics pensó en el británico Kieron Gillen, autor que ya había trabajado muy satisfactoriamente para la editorial en Jóvenes Vengadores y en Journey into Mystery, donde había configurado a otro villano complejo: Loki. El escritor debió enfrentarse al reto de escribir una nueva historia de Darth Vader tras los sucesos de Una nueva esperanza, algo que ya se había hecho años antes. Gillen lo vio de forma similar a lo que sucede con los héroes de Marvel, para los que se han escrito infinidad de historias incompatibles entre sí que representan distintas líneas de actuación en torno a un mismo personaje. Partió de la base de que Vader había sido responsable de la destrucción de la Estrella de la Muerte al dejar que los rebeldes huyeran con sus planos, y que el Emperador le culparía por ello, sobre todo por ser el único responsable superviviente. Para ello tuvo que estudiar al personaje a lo largo de las dos trilogías cinematográficas y también aceptar las limitaciones impuestas por Lucasfilm para mantener la coherencia del denominado universo expandido de Star Wars.
Una evolución importante del personaje tendría lugar durante la serie. Estaba claro que Vader no reconocía a Luke como su hijo en Una nueva esperanza, pero sí lo hacía en El Imperio contraataca. Star Wars: Darth Vader debería mostrar cómo llegó el sith a ese conocimiento.

## Dibujo
El dibujo corrió por cuenta del artista español Salvador Larroca. Su trabajo fue generalmente elogiado, destacándose su habilidad para diseñar máquinas y alienígenas. Sin embargo, algunos lectores criticaron sus dibujos de personajes humanos, particularmente por su técnica de utilizar fotografías como modelo. Su trabajo estaba limitado por Lucasfilm debido a la obligación de mantener el respeto a las creaciones de la franquicia, por lo que se dejaba poco espacio a la improvisación. A pesar de ello, Larroca utilizó su propia imagen para diseñar a uno de los personajes que él creía secundarios y que resultó ser el principal oponente del protagonista. También rindió homenaje a Constantino Romero, el actor que había doblado en España a Vader en las tres primeras películas de la serie, otorgando su físico a uno de los personajes secundarios.
El coloreado es obra principalmente del artista mexicano Edgar Delgado, con participación menor de Jason Keith, Dave Stewart y David Curiel. Las primeras portadas fueron obras del reputado dibujante Ari Granov, luego sustituido por Larroca y Delgado, Mark Brooks, Leinil Yu, Kaare Andrews y Juan Giménez.

## Tomos

### Vader
Guion: Kieron Gillen; Dibujo: Salvador Larroca; Color: Edgar Delgado; Portadas: Ari Granov. Comprende los cuadernillos 1 a 6.
Sinopsis: Tras la destrucción de la Estrella de la Muerte, el Emperador reprocha el fracaso a Darth Vader y le envía a una misión en Tatooine ante Jabba el Hutt. Vader recela de un individuo al que ve hablando con el Emperador. Mediante la violencia, se hace con los servicios de la doctora Aphra, una joven pero experimentada pirata que cuenta con la ayuda de dos droides asesinos, Triple Cero y BT-1. Con su ayuda se hace en  Geonosis con una fábrica de droides de combate. También contrata a dos cazarrecompensas: a Boba Fett para que localice al joven piloto que destruyó la Estrella de la Muerte; y al wookiee Krrsantan El Negro para que capture al tipo al que vio hablando con el Emperador. Este resulta ser el doctor Cylo IV, así apellidado por ser la cuarta versión clonada del mismo patrón. Cylo ha estado preparando para el Emperador un equipo de superguerreros que puedan competir y reemplazar a Vader: los gemelos Morit y Aiolin, la científica Voidgazer, el comandante Karbin y otro que es sacrificado durante la demostración. Finalmente, Boba Fett informa que el apellido de Luke es Skywalker, con lo que Vader averigua que tiene un hijo.

### Sombras y secretos
Guion: Kieron Guillen; Dibujo: Salvador Larroca; Color: Edgar Delgado; Portadas: Ari Granov, Salvador Larroca y Edgar Delgado. Comprende los cuadernillos 7 a 12.
Sinopsis: Con el fin de hacerse con importantes recursos económicos y con la ayuda de la doctora Aphra y varios cazarrecompensas, Darth Vader roba al Imperio un importante cargamento de dinero que había incautado. Mientras intenta encontrar a su hijo, se encuentra con la extraña circunstancia de que el general supremo Tagge le encarga investigar el robo y castigar a los ladrones. Además, le impone la presencia de un incómodo ayudante, el inspector Thanoth. Vader deberá simular que intenta encontrar a los ladrones mientras hace todo lo posible para burlar a Thanoth. Al mismo tiempo, encarga a Aphra que averigüe dónde está Luke antes de que lo haga el comandante Karbin. La doctora tortura y asesina a Commodex Tahn, antiguo conocido de la senadora Amidala, para confirmar que esta tuvo un hijo. Finalmente, Vader deberá sacrificar al intermediario La Apuesta para evitar que Thanoth descubra a Aphra. Cuando va a matarla para cortar todo nexo entre el robo y él mismo, Aphra le dice que ha averiguado el paradero de Luke, de forma que Vader la deja escapar y desvía la atención hacia una unidad de rebeldes para evitar que sea capturada. Vader queda bien ante el general Tagge y Aphra salva su vida porque sigue siendo útil a Vader.

### Vader derribado
Guion: Kieron Guillen; Dibujo: Salvador Larroca; Color: Edgar Delgado; Portadas: Mark Brooks. Comprende los cuadernillos 13 a 15 (al ser un cruce con la serie Star Wars, incluye también los cuadernillos 13 y 14 de esta, escritos y dibujados por otros autores).
Darth Vader sigue la pista a Luke hasta Vrogas Vas. Allí se topa con tres escuadrones de cazas rebeldes haciendo maniobras. Tras derribar a muchos de ellos, es embestido por Luke y ambos caen a la superficie del planeta. Leia y Han acuden al planeta, pero mientras la princesa centra sus esfuerzos en acabar con Vader, Solo y Chewbacca acuden en auxilio de Luke. Vader elimina a incontables rebeldes mientras busca a su hijo. Por otro lado, la doctora Aphra acude en ayuda del Lord Sith con sus dos droides asesinos y captura a Skywalker. Solo, Chewbacca y R2-D2 se enfrentan a ellos. Mientras tanto, Vader captura a Leia. Cuando acuden a salvarla, Solo y sus compañeros son atacados por Krrsantan El Negro. La situación se complica con la llegada del comandante Karbin y sus hombres, empeñados en acabar con Vader y capturar a Luke. Finalmente, Vader consigue matar a Karbin con la ayuda de Aphra, pero Luke escapa y Leia captura a la doctora.

### La guerra Shu-Torun
Guion: Kieron Guillen; Dibujo: Salvador Larroca y Leinil Yu; Tinta: Gerry Alanguilan; Color: Edgar Delgado y Jason Keith; Portadas: Leinil Yu, Kaare Andrews y Mark Brooks. Comprende los cuadernillos 16 a 19 y Anual 1.
Darth Vader viaja a Shu-Torun porque este planeta no cumple con los envíos de mineral que el Imperio exige. Es recibido por la princesa Trios, hija del rey, quien le explica que el monarca debe entenderse con los duques, que son quienes suministran el mineral. Durante un baile de recepción se produce un atentado y Vader acaba con los atacantes. Después es el propio rey quien intenta matar al sith incluso al precio de acabar con su propia hija. Vader salva a ambos pero debe cercenar una mano de la princesa cuando esta también intenta asesinarle. Mientras tanto, Triple Cero y BT-1 matan al resto de la familia real y Vader pone en el trono a Trios.
Tiempo más tarde, tras los sucesos narrados en Vader Derribado, Vader entrega al Emperador el cadáver del comandante Karbin. El Emperador le encarga viajar a Shu-Torun para acabar con la rebelión contra la reina Trios. Le acompañarán el doctor Cylo, los gemelos y Tulon. Mientras lucha contra los rebeldes y deja claro a la reina que es él quien manda, Vader contrata a unos cazarrecompensas para que encuentren a la doctora Aphra. Desmantela un ataque de Lord Rubix y luego pasa a la ofensiva. Sin embargo, es traicionado por Cylo y debe evitar la derrota valiéndose de sus droides de combate. Cylo paraliza la ayuda de las tropas imperiales y cuando el canciller Jooli intenta impedir que la reina le apoye con sus soldados esta le hace matar. Los gemelos atacan a Vader pero este se defiende y es Morit quien asesina a su hermana Aiolín. Finalmente Rubix es derrotado y ejecutado y Trios nombra sucesora a la hija del finado duque, proceso que piensa repetir con los restantes nobles rebeldes. Cuando Vader se va del planeta recibe un llamada del inspector Thanoth comunicando que ha encontrado a Aphra.

### El final de todos los juegos
Guion: Kieron Guillen; Dibujo: Salvador Larroca, Max Fiumara y Mike Norton; Color: Edgar Delgado, Dave Stewart y David Curiel; Portadas: Salvador Larroca & Edgar Delgado, Mark Brooks y Juan Giménez. Comprende los cuadernillos 20 a 25.
El Emperador le dice a Vader que todo ha transcurrido según sus planes: Cylo se ha mostrado como un traidor y Vader ha demostrado ser el mejor. Aunque su discípulo es consciente del doble juego de su maestro, afirma que no le importa porque él es el mejor gracias a la Fuerza. Después se reúne con el inspector Thanoth, quien le revela que ha descubierto su juego con la doctora Aphra, el robo al Imperio y la búsqueda de Luke para reemplazar al Emperador, pero añade que le parece bien porque así el Imperio tendrá un liderazgo más fuerte. Le revela el paradero de Aphra para que la mate siendo consciente de que Vader le matará a él, como así sucede. Triple Cero y BT-1 capturan a la doctora causando la habitual matanza mientras Vader localiza y persigue a Cylo. Derrota a Voidgazer y sus artilugios mientras Cylo intenta escapar destruyendo su propia nave insignia. Pero Vader se ha salvado y está a bordo. Morit se enfrenta a él en el exterior y también es eliminado. Entonces Cylo usa su arma secreta. Fue él quien recompuso a a Anakin Skywalker convirtiéndolo en Darth Vader, e instaló un mecanismo con el que puede apagar su parte cibernética. Pero Vader usa la Fuerza para eliminar esa traba y mata a Cylo V. A continuación debe eliminar los demás clones de Cylo que están en una flota de naves-ballena. Usando su poder, ordena a la nave que se dirija hacia una estrella y destruye al último clon. Cuando se presenta ante el Emperador, descubre que Aphra le ha informado de sus trucos con la esperanza de salvarse. Sin embargo, el Emperador aplaude el comportamiento traicionero de Vader y este arroja a la doctora al espacio. Después mata al general Tagge y asume el mando. Pero la doctora Aphra es rescatada por sus droides asesinos y sobrevive.